# Kombonianie
Misjonarze Kombonianie Serca Jezusowego – zgromadzenie misyjne pracujące we wspólnotach międzynarodowych na czterech kontynentach.
Obecnie liczy prawie 1800 misjonarzy, 1800 sióstr zakonnych i 200 misjonarzy i misjonarek świeckich, którzy swym stylem życia i działalnością całkowicie poświęcają się służbie misyjnej wśród narodów i grup etnicznych jeszcze nieznających Dobrej Nowiny lub ewangelizowanych niedostatecznie.
Założycielem zgromadzenia był św. Daniel Comboni (Limone sul Garda, Włochy, 1831 – Chartum, Sudan, 1881), biskup Wikariatu Afryki Środkowej. W 1867 r. założył Instytut Misji Afrykańskiej, a pięć lat później Zgromadzenie żeńskie: Pie Madri della Nigrizia (obecnie Siostry Misjonarki Kombonianki).
Zgromadzenie współpracuje z kościołami lokalnymi, z innymi zgromadzeniami zakonnymi, z organizacjami społecznymi i ludźmi świeckimi.
Jedną z ważnych form działalności zgromadzenia jest animacja misyjna, czyli uwrażliwianie Kościołów i społeczności na problemy misji i Trzeciego Świata.
Kombonianie angażują się we wszystkie dziedziny życia ludzkiego a więc pracują: na rzecz sprawiedliwości i pokoju, obrony praw człowieka, na rzecz wyzwolenia człowieka z lęku, głodu, chorób, przemocy, niesprawiedliwości, na rzecz popierania rozwoju ludzkiego poprzez działalność edukacyjną i naukową, pracują również w szpitalach i organizacjach społecznych.
Kombonianie są obecni w prawie 40 krajach Afryki, Ameryki Północnej i Łacińskiej, Azji i Europy.
Misjonarze Kombonianie Serca Jezusowego dali Kościołowi jednego kardynała, 5 arcybiskupów i 51 biskupów.